# Либерти Сити (Тексас)
Либерти Сити (енгл. Liberty City) насељено је место без административног статуса у америчкој савезној држави Тексас.

## Демографија
По попису из 2010. године број становника је 2.351, што је 416 (21,5%) становника више него 2000. године.
| Група             | 2000.         | 2010.         |
| Белци             | 1.781 (92,0%) | 1.976 (84,0%) |
| Афроамериканци    | 87 (4,5%)     | 85 (3,6%)     |
| Азијати           | 3 (0,2%)      | 3 (0,1%)      |
| Хиспаноамериканци | 52 (2,7%)     | 262 (11,1%)   |
| Укупно            | 1.935         | 2.351         |